# Emilio Barucco

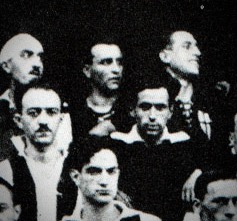

Emilio Barucco (Bene Vagienna, 16 novembre 1896 – Torino, 12 gennaio 1982) è stato un calciatore italiano, di ruolo portiere.

## Carriera
Proveniente dall'US Torinese, passa nel 1921 alla Juventus, dove fece il suo esordio ufficiale il 2 ottobre 1921 contro il Verona in una vittoria per 3-1, mentre la sua ultima partita avvenne il 19 dicembre 1922 e fu contro l'Esperia Football Club. Nelle sue due stagioni bianconere giocò in totale 14 partite subendo 19 reti.

## Statistiche

### Presenze e reti nei club
| Stagione        | Club            | Campionato      | Campionato | Campionato |
| Stagione        | Club            | Comp            | Pres       | Reti       |
| --------------- | --------------- | --------------- | ---------- | ---------- |
| 1921-1922       | Juventus        | Prima Divisione | 13         | -19        |
| 1922-1923       | Juventus        | Prima Divisione | 1          | 0          |
| Totale Juventus | Totale Juventus |                 | 14         | -19        |
| Totale carriera | Totale carriera |                 | 14         | -19        |